# 杉浦琴乃
杉浦 琴乃（すぎうら ことの、1993年3月18日 - ）は日本の女優、ミス日本。
株式会社太田プロダクション所属。イギリス・ロンドン語学留学、
中東ドバイインターンシップ留学の海外経験がある。

## 来歴・人物
（）東京都豊島区出身。公称サイズは身長168cm、血液型A型。
帝京高校時代ラグビー部所属（マネージャー）足首内反捻挫テーピングが得意。
在学中に受験生向け『学校案内パンフレット』のモデルを務めた。
白百合女子大学フランス語フランス文学科推薦受験。
高校卒業後は芸能界へ。

2016年度ミス日本「海の日」受賞 
同期には松野未佳、織茂璃穏、飯塚帆南、須藤櫻子、谷本英里子がいる。
- 2012年『月刊DeView』誌上オーディション「Push!」がきっかけで芸能界入り
- 2012年 12月株式会社太田プロダクション所属。
- 千葉テレビ放送『熱血BO-SO TV』 - 5年間準レギュラー出演(森田健作と共演)
- 2013年 フジテレビ『ラスト♡シンデレラ』でドラマデビュー
- フジテレビ『HERO』等、ドラマに多数出演
- 2015年 CMハウス食品 「ウコンの力・レバープラス 」- （有吉弘行と共演）
- Bayfｍラジオ『あの時に逢いたい』-森田健作と共演（ラジオパーソナリティ）
- ミス日本コンテストファイナリストに選出（半年間ファイナリスト勉強会参加）
- 2016年 ミス日本コンテストにてミス日本「海の日」を受賞
- 海上保安庁ポスター『海の事故ゼロキャンペーン』広告 イメージガール
- 小型船舶操縦士2級免許取得
- 2017年 テレビ朝日ドラマ『電卓刑事』レギュラー出演 - 畑中優子 役（ 高島礼子と共演）
- 関西テレビ放送・フジテレビ系『 にじいろジーン』 - 日本開運福巡りリポーター（湘南&鎌倉編・浅草編）
- 2017年 ミス日本任期満了後、芸能活動を休止 (単身イギリス・ロンドンへ語学留学）
- 2018年 アラブ首長国連邦ドバイへインターンシップ留学
- 2018年 夏に帰国後タレント活動を再開
- YKK AP『かんたんドアリモ 玄関ドアを変えてみませんか？篇』主役CM
- テレビ東京ドラマ『よつば銀行 原島浩美がモノ申す!〜この女に賭けろ〜』レギュラー出演 - 小田美琴 役
- 2019年 ラグビーW杯開会式典・開幕戦／決勝戦 (ミス日本として世界各国のVIPをおもてなし）
- NHK連続テレビ小説 スカーレット - 佐々木今日子 役
- Bayfmラジオドラマ『BOSO社長漫遊記』 - レギュラー出演（森田健作、京本政樹と共演）
- 2020年 小型船舶操縦士1級免許取得
- 舞台『ドクター・ブルー[2]～いのちの距離～』- 看護師:大神時子 役（高島礼子と共演）
- （2021年1月23日 - 2月28日、KAAT神奈川芸術劇場 / 名古屋御園座 / NHK大阪ホール） - 看護師:大神時子 役
- 2021年（‐現在)一般社団法人日本マリン事業協会 2代目マリンアンバサダーに就任
- （-現在)プロ野球 横浜DeNAベイスターズ応援番組 J:COM『今日からベイスターズ』- アシスタントMC就任
- 太田プロダクションLIVE『月笑』MC
- 2022年 国土交通省九州運輸・観光クリエイターに就任
- 歴代ミス日本出身者によるミス日本運営委員会の委員に加入-(2021年‐現在）
- (ファイナリストの育成・指導の他、歴代ミス日本が企画・主催するイベントの運営に従事）

## 趣味・特技
趣味
スポーツ観戦(ラグビー/野球）、Netflix・オペラ・美術鑑賞、散歩、ひとり旅、
特技
ゴルフ、朗読、フラダンス
備考
憧れはオードリーヘップバーン

## 出演

### CM
- YKK AP『かんたんドアリモ 玄関ドアを変えてみませんか？篇』（2018年 - ）主役CM
- 日本香堂 かたり カーネーション・母の日参り（2016年 - 2018年） - 娘 役、高島礼子と共演
- ハウスウェルネスフーズ ウコンの力・レバープラス（2015年） - 有吉弘行と共演
- 日清カップヌードル 『本音と建前篇』₋ダチョウ俱楽部と共演
- 広告　海上保安庁ポスター『海の事故ゼロキャンペーン』広告 イメージガール（2016年）

### テレビ

#### ドラマ
- Dr.チョコレート 第1話（2023年、日本テレビ） - 高柳 役
- いいね！光源氏くん（2020年、NHK）第三絵巻 - 愛子 役
- 連続テレビ小説 スカーレット（NHK） - 佐々木今日子 役[3]
- 警視庁・捜査一課長 Season4 第5話（2020年5月7日、テレビ朝日）- 茶谷礼子 役
- 庶務行員多加賀主水4（2020年、テレビ朝日） - 太田聡美 役
- 駐在刑事 SEASON2（2020年、テレビ東京） - 明石舞　役
- よつば銀行 原島浩美がモノ申す!〜この女に賭けろ〜（2019年、テレビ東京）レギュラー出演 - 小田美琴 役
- 電卓刑事（2017年、テレビ朝日）レギュラー出演 - 畑中優子 役
- 最高のおもてなし（日本テレビ） - 社長秘書 役
- ラヴソング（フジテレビ）第7話
- HERO（フジテレビ） - 検察庁受付 役
- 独身貴族（フジテレビ） - 女優 役
- ラスト♡シンデレラ（フジテレビ）
- 医療捜査官 財前一二三4（フジテレビ）
- 女たちの特捜最前線（テレビ朝日） - 杉村怜香 役
- ダブルス〜二人の刑事（テレビ朝日）

#### バラエティ／情報番組
- プロ野球 横浜DeNAベイスターズ応援番組 J:COM『今日からベイスターズ』（2021年4月 -現在 ） - アシスタントMC
- 日本マリン事業協会　2021年マリンアンバサダー就任（2021年4月 -現在 ）
- なるほど!なっとく塾（BSフジ）
- にじいろジーン（関西テレビ放送・フジテレビ系） - 「日本開運福巡り」リポーター（湘南&鎌倉編・浅草編）
- キスマイBUSAIKU!?（フジテレビ） - マイコ 役
- 櫻井有吉アブナイ夜会（TBS） - VTR出演
- そうだ旅（どっか）に行こう。（テレビ東京）
- 熱血BO-SO TV（千葉テレビ放送） - 準レギュラー

### ラジオ
- BOSO社長漫遊記（Bayfm、ラジオドラマ） - レギュラー出演（森田健作、京本政樹と共演）
- あの時に逢いたい（Bayfm） - レギュラー出演（森田健作と共演）
- 銀座8丁目しゃべくり劇場（文化放送） - ゲスト出演

### イベント
- 2022『Japan International Boatshow』 記者会見・開会式典　マリンアンバサダ－（2022年）
- 2021『Japan International Boatshow』 記者会見・開会式典　マリンアンバサダ－（2021年）
- 2019『ラグビーワールドカップ』開会式典・開幕戦／決勝戦　ミス日本としておもてなし
- 総理官邸『海洋立国推進功労者表彰式典』出演
- 2017エコプロ『ミス日本と学ぶ、地域に息づくニッポンのSDGs』トークショー出演
- 2017『Japan International Boatshow』 開会式典・出演
- 2017『Japan International Seafood show』開会式典・鏡開き
- 2016『Japan International Fishingshow』 開会式典・出演
- 2016『Keep Bangkok Clean』タイ王国にて、新井貴子、芳賀千里とファッションショーに出演
- 2016『海賊対処活動に対する感謝の集い』司会進行
- 2016秋 豪華客船『Celebrity Millennium』東京港入港式典 出演
- 2016春 豪華客船『Mariner Of the Seas』東京港入港式典 出演
- 2016 海の日 中央行事『海と日本プロジェクト』出演
- 青い羽根募金広報活動 (石井啓一 国土交通大臣、中島敏 海上保安庁長官)

### 舞台
- 震災復興10周年メモリアル『震災復興支援朗読会』[4]～まんが日本昔ばなし～（2021年3月11日、渋谷セルリアンタワー能楽堂）
- ドクター・ブルー[2]～いのちの距離～（2021年1月23日 - 2月28日、KAAT神奈川芸術劇場 / 名古屋御園座 / NHK大阪ホール） - 看護師:大神時子 役
- 太田プロダクション主催舞台ショートストーリーロングコント「カケル」（太田プロドラマ部×バラエティー部）

### 映画
- ミス日本50周年ドキュメンタリー映画 『夢こそはあなたの生きる未来』（2018年春公開）第48期生のメンバーに密着した映画